# 楠瀬拓哉
楠瀬 拓哉（くすのせ たくや、1980年4月12日 - ）は、日本のドラマー、作詞・作曲家。
大阪市港区弁天町出身。同志社大学文学部社会学科社会福祉学専攻中退。元Hysteric Blueのメンバー。芸名は、Hysteric Blue時代は平仮名でたくや、その後は本名の楠瀬拓哉で活動し、2013年7月頃から本名と並行して、下の名前を片仮名表記にした楠瀬 タクヤ名義での活動も行なうようになっている。

## 経歴
中学2年生の頃よりドラムを叩き始め、1998年にバンドHysteric Blueのドラマーとしてデビューする。2004年に解散するまでの6年間にHysteric Blue名義で佐久間正英プロデュースによるアルバム5枚、シングル14枚をSony Recordsから発表した。プロになったことで作詞・作曲活動も本格化、そのうち半数以上の詞曲を手がけた。
2000年、夏には友人らとShingを結成、これまでに自主制作によるシングル3枚とfreiheitからデーモン閣下プロデュースによるアルバムを1枚発表。韓国のロックフェスなどにも出演する。
1999年にヤマハドラムス、2010年にシンバルメーカー・ジルジャンのエンドーサーとなる。
その他にも作曲家として他アーティストへの楽曲提供、舞台音楽制作、またドラマーとしてはファッションショー・学園祭で演奏、サウンドトラック作品のレコーディングを行うなど様々なセッションに参加する。ロック、ダンス、ミュージカル、ディナーショーと活動の分野は多岐にわたる。

## 参加グループ
- flue（1994年 - 1997年）
- Hysteric Blue（1997年 - 2004年）
- Shing（2000年 - 2006年）
- CATAMARAN（2007年 - 2010年）
- Knot 4 saiL（2010年）
- Screaming Frogs
- Sabão（2011年 - ）
- The Rhedoric（2012年 -  ）
- 月蝕會議（2017年 -  ）
- MIMIZUQ（2018年 -  ）
- Rest of Childhood（2018年 - ）

## ドラムサポート
- レコーディング
  - 石山竜市
  - ハーベスタ
  - masao
  - BiS
  - 喜多村英梨
  - 水瀬いのり
  - SHOGO
- ライブ&レコーディング
  - Mr.A
  - The Spoooooon!
  - ヒューマンロスト
  - 伊藤陽佑 (LITO)
  - LEO今井
  - BOUNTY
  - hachi
  - BASK IN THE SUN
  - 杉本善徳
  - Hearts Grow　※「未来スケッチ」では作詞にも参加
  - Kimeru
  - 藍井エイル
- ライブ
  - Lo
  - METAFORM
  - 小林亮三
  - eksperimentoj
  - 小林遼介
  - 砂月
  - DIAMOND☆DOGS
  - 田代万里生
  - MILLION DOLLER ROUGE
  - 黒夢
  - MEG
  - 清春
  - 春畑道哉
- オフブロードウェイミュージカル「ALTARBOYZ」
- MIDNIGHTSUNS (Rehearsal)

## 作詞・作曲

### 作詞
- 【鋼の錬金術師 FULLMETAL ALCHEMIST】
  - 『Theme of Alphonse Elric by THE ALCHEMISTS』M2「Restore steppin'」作詞　　
  - 『Theme of Ling Yao by THE ALCHEMISTS』M1「ナンバー王」作詞
  - 『Theme of Lan Fan by THE ALCHEMISTS』M2「そっと、そっと」作詞
  - 『Theme of FULLMETAL ALCHEMIST by THE ALCHEMISTS』M6「Bonne nuit」、M7「命〜MEI〜」M12「Determination」作詞
- 【BLEACH BREATHLESS COLLECTION】
  - 02 朽木ルキア with 袖白雪 / M1「Moon」、M2「Whiteout」作詞　　
  - 04 日番谷冬獅郎 with 氷輪丸 / M1「SHINE」作詞
  - 05 檜佐木修兵 with 風死 / M1「MISS」、M2「KILL」作詞
  - 06 朽木白哉 with 千本桜 and 村正 / M1「REQUIEM」、M2「BLOSSOM」作詞
- 【GUILTY CROWN LOST X'MAS】
  - M1「Lost Control」、M2「ASOLATION」作詞
- 「告白」/ RUN & GUN （2002年）
- 「GOOD DAYS / fortune」 / ZONE （2001年）

### 作曲
- Kimeru「MOON BATTERFLY」（2010年6月30日 リリース）
- Crush Tears「White Wing」（2010年8月25日 リリース）
- Kimeru「Trace」（2011年7月13日 リリース）
- BiS「スプリットブレインシンドローム」（2011年8月3日 リリース）
- AeLL「シグナル」（2012年9月5日 リリース）

## プロデュース
- BASK IN THE SUN 「手のなる方へ」（2007年 OVERCOME MUSIC）
- Hearts Grow 「春〜spring〜」（2008年 エピックレコードジャパン）
- OVER LIMIT 「『ゲンザイ カコ ミライ』へ」（2008年 OVERCOME MUSIC）

## 舞台音楽
2006年
- bambino +（ネルケプランニング）

2007年
- bambino 2（ネルケプランニング）
- bambino + in YOKOHAMA（ネルケプランニング）

2008年
- 中野ブロンディーズ（ネルケプランニング）
- bambino 0（ケイダッシュステージ、ネルケプランニング）
- ダブルブッキング!!（ケイダッシュステージ）
- bambino + in apple（ケイダッシュステージ、ネルケプランニング）
- RUN&GUN STAGE vol.2 YooSoRo!（ネルケプランニング）
- 舞台版イタズラなKiss（ケイダッシュステージ）

2009年
- K（ケイダッシュステージ）
- メモリーズ4（ケイダッシュステージ）
- PureBoys act 3 「7 color candles」（ケイダッシュステージ）
- 舞台版イタズラなKiss〜卒業編〜（ケイダッシュステージ）
- ミュージカル「しゅごキャラ!」（ネルケプランニング）
- bambino 3 & + （ケイダッシュステージ）
- abc青山ボーイズキャバレー（ケイダッシュステージ）
- コントンクラブ（ケイダッシュステージ）
- 困ったメン（ネルケプランニング）

2010年
- ホンジャマカライブ「成人」（ワタナベエンターテインメント）
- 白虎隊 ザ アイドル（DHE@stage）
- コントンクラブimage2（ケイダッシュステージ）
- PureBoys act 4 「7 guys gone」（ケイダッシュステージ）
- メモリーズ5（ケイダッシュステージ）
- コントンクラブimage3（ケイダッシュステージ）
- 天聖八剣伝（avex live creative、ネルケプランニング）
- 12人の優しい殺し屋（ホリプロ）
- abc-赤坂ボーイズキャバレー-（ケイダッシュステージ）
- abc★赤坂ボーイズキャバレー Spin Off 『裏』（ケイダッシュステージ）
- ろくでなしBLUES（ LDH、ネルケプランニング）
- 姫子と7人のマモル（ネルケプランニング）

2011年
- abc★赤坂ボーイズキャバレー Spin Off『ゲネプロ』（ケイダッシュステージ）
- コントンクラブimage4（ケイダッシュステージ）
- 辻よしな祭!（ケイダッシュステージ）
- DUMP SHOW!（ネルケプランニング）
- abc★赤坂ボーイズキャバレー2回表（ケイダッシュステージ）
- 中野ブロンディーズ（ネルケプランニング）
- コントンクラブimage5（ケイダッシュステージ）
- 世界の終わりと始まりと（ネルケプランニング）
- abc★赤坂ボーイズキャバレー2回裏（ケイダッシュステージ）

2012年
- Canコレ!（小学館 東北新社）
- We Love 兄さん!!（る・ひまわり）
- コントンクラブimage6（ケイダッシュステージ）
- bambino.Pre（ケイダッシュステージ）
- bambino.FINAL（ケイダッシュステージ）
- 中河内雅貴ワンマンショー（ネルケプランニング）
- BEAST fan meeting（インターブレンド）
- 謎解きはディナーの後で（青山メインランド）
- abc★赤坂ボーイズキャバレー3回表（ケイダッシュステージ）
- abc★赤坂ボーイズキャバレー3回裏（ケイダッシュステージ）

2017年
- 舞台「けものフレンズ」（2017年 - 2018年、ネルケプランニング）

2018年
- 舞台「けものフレンズ」2～ゆきふるよるのけものたち～（ネルケプランニング）
- ガールフレンド（仮）（ネルケプランニング）

2019年
- 舞台けものフレンズ「JAPARI STAGE!」～おおきなみみとちいさなきせき～（ネルケプランニング）

2022年
- ざんねん系おもタメミュージカル『ざんねんないきもの事典～いきものたちの逆襲～』（エイベックス・エンタテインメント）

2023年
- LIVE STAGE『ぼっち・ざ・ろっく!』

2024年
- LIVE STAGE『ぼっち・ざ・ろっく!』PART I STARRY / PART II 秀華祭

2025年
- 舞台『五等分の花嫁』